# Chlamydie
Chlamydie (łac. Chlamydiae) – rodzaj bakterii bezwzględnie wewnątrzkomórkowych. Bakterie te nie wytwarzają własnego ATP, lecz wymieniają swoje ADP na ATP gospodarza. Bakterie pokrewne riketsjom. W swojej błonie komórkowej zewnętrznej posiadają lipopolisacharyd (LPS), podobnie jak większość bakterii Gram-ujemnych, jednak w przeciwieństwie do nich nie posiadają w ścianie kwasu muraminowego oraz peptydoglikanu. Są zdolne do syntezy własnych białek dzięki posiadaniu rybosomów.

## Cykl rozwojowy
Wszystkie bakterie z tej grupy mają podobny cykl reprodukcji. Ciałka elementarne (EB elementary bodies), malutkie komórki o średnicy około 300 nm. Zawierają nukleoid. Są to formy inwazyjne dla komórek, do których wnikają w wyniku fagocytozy. Po 6-8 godzinach przekształca się w ciałko pierwotne o rozmiarach od 0.5 do 1 μm, które pozbawione jest nukleoidu (pozostaje wodniczka) i błon powierzchniowych z komórki gospodarza. Wewnątrz znajduje się ciałko RB (reticulate body). W ciągu następnych 18-24 godzin ciałko powiększa się, a RB ulegają wielokrotnym podziałom. Otaczająca je wodniczka wypełnia się ciałkami wtrętowymi. Następnie ciałka są uwalniane poza komórkę i już jako ciałka EB zakażają kolejne komórki powtarzając cykl.
Chlamydie nie są zdolne do syntetyzowania ATP (fosforylacji), w związku z czym wykorzystują ATP zakażonego organizmu.

## Patogeneza
Wytwarzają wiele białek szoku cieplnego.

## Hodowla
Chlamydie są bakteriami bezwzględnie wewnątrzkomórkowymi i jako takie nie mogą być hodowane na podłożach bakteriologicznych. Natomiast mogą rosnąć w hodowlach komórkowych. Chlamydie można namnażać w zarodku kurzym oraz w różnych tkankach zwierzęcych czy w komórkach hodowli tkankowej.
Zakażenie hodowli wciąż pozostaje najbardziej czułym i swoistym sposobem wykrywania wszystkich gatunków Chlamydiae.
Identyfikacja Chlamydiae w hodowli opiera się na wykryciu obecności ciałek wtrętowych. Ciałka wtrętowe, które łączą się z przeciwciałami swoistymi dla rodzaju Chlamydiae i przeciwciałami przeciwko C. trachomatis świadczą o zakażeniu C. trachomatis. Ciałka wtrętowe niełączące się z przeciwciałami przeciwko C. trachomatis oznaczają zakażenie albo przez C. psittaci, albo przez C. pneumoniae. Dotychczas nie opracowano żadnej metody pozwalającej rozróżnić te dwa drobnoustroje.

## Przyczyny zakażenia
Bakterią zakazić się można poprzez kontakt seksualny: dopochwowy, oralny lub analny z osobą zakażoną. Istnieje również ryzyko zakażenia dziecka podczas porodu.

## Zakażenie chlamydiowe u obu płci
Zapalenie odbytu występujące u osób uprawiających seks analny – objawia się wydzieliną śluzowo-ropną, często z domieszką krwi, oraz uczuciem pieczenia w okolicach odbytu.
Zapalenie gardła występuje u osób uprawiających seks oralny – ma przebieg bezobjawowy.
Zespół Reitera: występuje triada objawów: odczynowe zapalenie stawów, zapalenie spojówek, zapalenie cewki moczowej. Na skórze i błonach śluzowych mogą wystąpić łuszczycopodobne zmiany grudkowo-krostkowe.